# Хамракулов, Синдар Хамракулович
Синдар Хамракулович Хамракулов (29 ноября 1920 — 31 марта 1985) — советский хозяйственный, государственный и политический деятель.

## Биография
Родился 29 ноября 1920 году в ауле Аксай Джизакской области. После окончания педучилища с 1940 г. работал учителем в деревне. Член КПСС с 1947 года. Окончил Высшую партийную школу при ЦК КП Узбекистана.
Участник Великой Отечественной войны.
В 1946—1983 гг.:
- на комсомольской работе,
- председатель Джизакского горисполкома,
- второй секретарь Джизакского, первый секретарь Каракишлакского, Наримановского, Пайарыкского райкомов КПУз,
- первый заместитель председателя, председатель Самаркандского облисполкома.

Избирался депутатом Верховного Совета Узбекской ССР 7-го, 8-го, 9-го и 10-го созывов.
Делегат XXIV, XXV и XXVI съездов КПСС.
Умер 31 марта 1985 года.